# Article 15 de la Constitution belge
L'article 15 de la Constitution de la Belgique fait partie du titre II Des Belges et de leurs droits. Il garantit l'inviolabilité du domicile sauf dans les cas définis par la loi.
Il date du 7 février 1831 et était à l'origine — sous l'ancienne numérotation — l'article 10. Il n'a jamais été révisé.

## Texte de l'article actuel
« Le domicile est inviolable : aucune visite domiciliaire ne peut avoir lieu que dans les cas prévus par la loi et dans la forme qu'elle prescrit. ».

## Analyse
Il s'agit d'un droit fondamental, proche de la vie privée, affirmé dans la législation belge et plusieurs textes internationaux. Un mandat de perquisition, un consentement ou un constat de flagrant délit représentent les exceptions. Le terrorisme ou la crise sanitaire testent le principe.